# ورزشگاه مشرف
ورزشگاه مشرف ورزشگاهی چندکاربردی در مشرف کویت می‌باشد. امروزه از آن بیشتر برای برپایی مسابقه‌های فوتبال و به عنوان ورزشگاه خانگی باشگاه فوتبال الیرموک استفاده می‌شود. این ورزشگاه گنجایش ۱۲٬۰۰۰ نفر تماشاچی را دارد.